# San Francisco en éxtasis (copia del Greco)
San Francisco en éxtasis —o La estigmatización de san Francisco— es un lienzo atribuido al taller o a un seguidor del Greco. Está realizado en el siglo XVII, y es propiedad del Museo del Prado que lo tiene depositado en el Museo del Greco de Toledo.

## Introducción
San Francisco de Asís fue el tema más tratado por el Greco a lo largo de su vida. Se conserva una obra suya realizada en Italia, pero el resto de su numerosa producción sobre este santo fue pintado en España.  El Greco —con la amplia colaboración de su taller— lo representó en diez versiones diferentes, siempre según las disposiciones artísticas emanadas de la Contrarreforma. En todas ellas, Francisco presenta un aspecto demacrado, rostro afilado, fina nariz y pómulos salientes. Según Harold Wethey, 24 obras serían básicamente de la mano del Greco, mientras que otras 105 pinturas serían simplemente obra de su taller. 

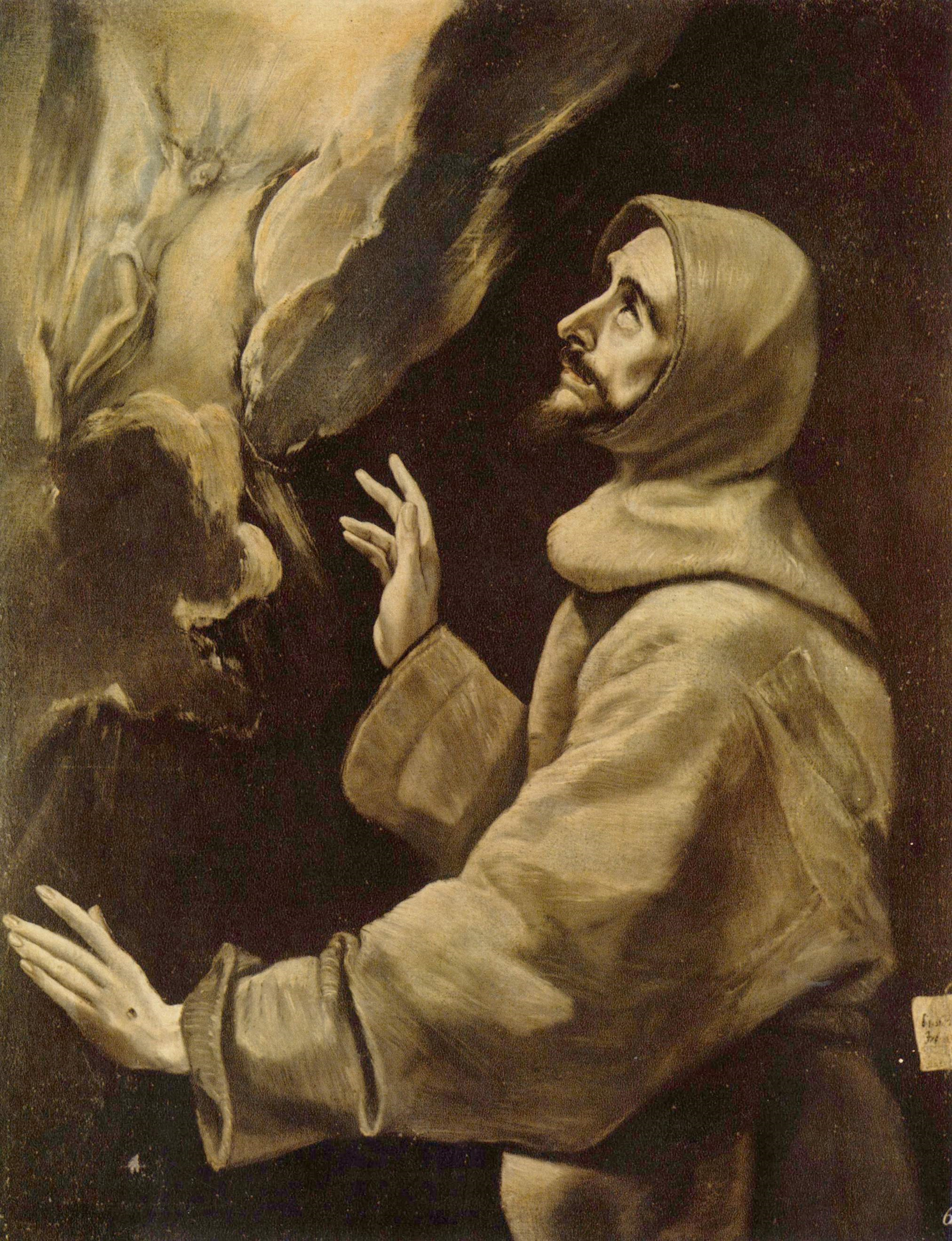
Versión del Monasterio de El Escorial

## Análisis de la obra

### Datos técnicos y registrales
- Madrid, Museo del Prado, n º. de catálogo: P000818; (depositado en otra institución)[5]
- Pintura al óleo sobre lienzo;
- Dimensiones:110,5 x 84 cm, según el museo del Prado (111 x 84 cm, según Wethey;
- Datación: siglo XVII;
- Consta con la referencia X-271 en el catálogo razonado de Wethey y con la 71-c en el de Tiziana Frati.[6]

### Descripción de la obra
El Greco y su taller realizaron tres modelos sobre esta concreta variante del tema de san Francisco. Un lienzo conservado en el Monasterio de El Escorial es considerado el original del tipo-III —al que pertenece el presente lienzo— donde el santo aparece de más de medio cuerpo, de perfil hacia la izquierda, con la mano derecha dirigida hacia un crucifijo en la parte superior-izquierda, del cual recibe los estigmas. Según Wethey, el presente lienzo es una mediocre copia de la pintura de El Escorial, con el fondo negro, y un celaje marrón que substituye al crucifijo del cuadro de El Escorial.